# Bye Bye Baby
"Bye Bye Baby" je šesti i konačni singl američke pjevačice Madonne s petog studijskog albuma Erotica. 

## O pjesmi
Pjesma je kao singl puštena samo u Australiji, Novom Zelandu, Japanu i Njemačkoj i to tijekom australskog dijela The Girlie Show turneje. Madonna je pjesmu izvodila samo na turneji i na dodjeli MTV-jevih nagrada u rujnu 1993.
Video nikada nije snimljen za ovu pjesmu, a u svrhu promocije pjesme se na MTV-u puštala snimka izvedbe ove pjesme s The Girlie Show World Tour.

## Izdanje singla
- Njemački/Australski CD singl (9362-41196-2)

1. Bye Bye Baby (Album Version) (3:56)
2. Bye Bye Baby (N.Y. Hip Hop Mix) (3:51)
3. Bye Bye Baby (California Hip Hop Jazzy) (3:43)
4. Bye Bye Baby (Madonna's Night On The Club) (5:16)
5. Bye Bye Baby (Rick Does Madonna's Dub) (6:20)
6. Bye Bye Baby (House Mix) (3:50)
7. Bye Bye Baby (Madonna Gets Hardcore) (4:24)

- Njemački 7" singl (5439-18302-7)
- Australia Cassette single (5439183024)

1. Bye Bye Baby (Album Version) (3:56)
2. Bye Bye Baby (N.Y. Hip Hop Mix) (3:51)

- Njemački 12" maxi-singl (9362-41195-0)

1. Bye Bye Baby (N.Y. Hip Hop Mix) (3:51)
2. Bye Bye Baby (Madonna's Night On The Club) (5:16)
3. Bye Bye Baby (Tallahassee Pop) (3:48)
4. Bye Bye Baby (Rick Does Madonna's Dub) (6:20)

- Njemački 2x12" promo (PRO 851)

1. Bye Bye Baby (N.Y. Hip Hop Mix) (3:51)
2. Bye Bye Baby (Madonna's Night On The Club) (5:16)
3. Bye Bye Baby (House Mix) (3:50)
4. Bye Bye Baby (Rick Does Madonna's Dub) (6:20)
5. Bye Bye Baby (Tallahassee Pop) (3:48)
6. Bye Bye Baby (California Hip Hop Jazzy) (3:43)
7. Bye Bye Baby (Album Version) (3:57)
8. Bye Bye Baby (Madonna Gets Hardcore) (4:23)

- Japanski 3" CD singl (WPDP-6347/WPDP-3132)

1. Bye Bye Baby (Album Version) (3:56)
2. Rain (Radio Remix) (4:33)

- Talijanski 7" jukebox promo (PROMO 494)

1. Madonna - Bye Bye Baby (Album Version) (3:56)
2. Frankie Goes To Hollywood - Relax (3:55)

## Uspjeh na ljestvicama
| Ljestvica (1993.) | Pozicija |
| ----------------- | -------- |
| Australija        | 15       |
| Italija           | 15       |
| Japan             | 15       |
| Novi Zeland       | 43       |
| Švicarska         | 28       |